# What Do You Know, Deutschland?
What Do You Know, Deutschland? — второй студийный альбом индастриал-рок-группы KMFDM, выпущенный в 1986 году.

## Об альбоме
Альбом был записан в течение 1983—1986 годов; часть композиций была записана до появления в группе Эн Эша, причём некоторые — даже до момента основания группы в 1984 году.
Изначально альбом был издан в декабре 1986 года лейблом Z Records, базирующимся в Гамбурге, в количестве 1000 виниловых копий. На обложке этого издания альбома была изображена дочь Михаила Горбачёва Ирина (в замужестве Вирганская).
В 1987 году альбом был издан ливерпульским лейблом SkySaw Records в Великобритании с изменёнными трек-листом и обложкой; автором последней выступил художник Айдан Хьюз, впоследствии ставший постоянным оформителем релизов группы.
В 1991 году, после успеха альбома Naïve, лейбл Wax Trax! Records решил выпустить What Do You Know, Deutschland? на территории США. Трек «Zip» был исключён из альбома и позже выпущен на компиляции Agogo.
12 сентября 2006 года был выпущен цифровой ремастеринг What Do You Know, Deutschland?, наряду с альбомами Don’t Blow Your Top и UAIOE на лейбле Metropolis Records.

## Список композиций

### Z Records (1986)
| №                   | Название            | Музыка                     | Длительность |
| ------------------- | ------------------- | -------------------------- | ------------ |
| 1.                  | «Zip»               | Саша Конецко, Эн Эш        | 5:11         |
| 2.                  | «Deutsche Schuld»   | Конецко, Рэймонд Уоттс, Эш | 4:45         |
| 3.                  | «Sieg-Sieg»         | Конецко, Уоттс, Эш         | 7:00         |
| 4.                  | «Positive»          | Конецко, Уоттс, Эш         | 3:25         |
| 5.                  | «Conillon»          | Конецко, Уоттс, Эш         | 5:50         |
| 6.                  | «What Do You Know»  | Уоттс                      | 6:25         |
| 7.                  | «Me I Funk»         | Конецко, Уоттс, Эш         | 8:14         |
| Общая длительность: | Общая длительность: | Общая длительность:        | 40:50        |

### SkySaw Records (1987)
| №                   | Название                                                              | Музыка                            | Длительность |
| ------------------- | --------------------------------------------------------------------- | --------------------------------- | ------------ |
| 1.                  | «Kickin’ Ass» (Виниловая версия включает дополнительные семплы, 3:01) | Конецко, Уоттс, Эш                | 4:01         |
| 2.                  | «Me I Funk»                                                           |                                   | 8:24         |
| 3.                  | «What Do You Know?»                                                   |                                   | 5:56         |
| 4.                  | «Zip»                                                                 |                                   | 5:12         |
| 5.                  | «Conillon»                                                            |                                   | 5:50         |
| 6.                  | «Itchy Bitchy»                                                        | Конецко, Уоттс, Эш, Jr. Blackmale | 3:33         |
| 7.                  | «Deutsche Schuld»                                                     |                                   | 4:48         |
| 8.                  | «Sieg Sieg»                                                           |                                   | 5:36         |
| 9.                  | «Positiv»                                                             |                                   | 3:31         |
| 10.                 | «Lufthans»                                                            | Jr. Blackmale                     | 4:44         |
| 11.                 | «Itchy Bitchy» (Dance Version)                                        |                                   | 3:54         |
| 12.                 | «The Unrestrained Use of Excessive Force»                             | Уоттс                             | 7:12         |
| Общая длительность: | Общая длительность:                                                   | Общая длительность:               | 62:41        |

### Wax Trax!/TVT
| №                   | Название                                  | Длительность |
| ------------------- | ----------------------------------------- | ------------ |
| 1.                  | «Kickin’ Ass»                             | 4:08         |
| 2.                  | «Me I Funk»                               | 8:24         |
| 3.                  | «What Do You Know?»                       | 5:36         |
| 4.                  | «Conillon»                                | 5:58         |
| 5.                  | «Itchy Bitchy»                            | 3:37         |
| 6.                  | «Deutsche Schuld»                         | 4:48         |
| 7.                  | «Sieg Sieg»                               | 5:36         |
| 8.                  | «Positiv»                                 | 3:31         |
| 9.                  | «Lufthans»                                | 4:48         |
| 10.                 | «Itchy Bitchy» (Dance Version)            | 3:58         |
| 11.                 | «The Unrestrained Use of Excessive Force» | 7:14         |
| Общая длительность: | Общая длительность:                       | 57:38        |

### Metropolis (2006)
| №                   | Название                                  | Длительность |
| ------------------- | ----------------------------------------- | ------------ |
| 1.                  | «Kickin’ Ass»                             | 4:08         |
| 2.                  | «Me I Funk»                               | 8:24         |
| 3.                  | «What Do You Know?»                       | 5:36         |
| 4.                  | «Zip»                                     | 5:11         |
| 5.                  | «Conillon»                                | 5:58         |
| 6.                  | «Itchy Bitchy»                            | 3:37         |
| 7.                  | «Deutsche Schuld»                         | 4:48         |
| 8.                  | «Sieg Sieg»                               | 5:36         |
| 9.                  | «Positiv»                                 | 3:31         |
| 10.                 | «Lufthans»                                | 4:48         |
| 11.                 | «Itchy Bitchy» (Dance Version)            | 3:58         |
| 12.                 | «The Unrestrained Use of Excessive Force» | 7:14         |
| Общая длительность: | Общая длительность:                       | 62:49        |

## В записи участвовали
- Саша Конецко — бас-гитара, вокал, гитара, синтезатор, программирование
- Эн Эш — вокал, гитара, ударные, программирование
- Рэймонд Уоттс — вокал, программирование
- Jr. Blackmail — вокал на «Lufthans»